# Niederrheinische Bauerntöpferei

Produktionsorte der Niederrheinischen Bauerntöpferei.

Die Niederrheinische Bauerntöpferei ist eine Keramikwarenart des 17. bis 19. Jahrhunderts und nimmt in der Geschichtsforschung des Niederrheins einen großen Raum ein. Die oft als niederrheinische Irdenware bezeichneten Keramikprodukte zeichnen sich durch bildliche Darstellung von religiösen Motiven und Alltagsszenen der frühen Neuzeit aus. Sie weisen in der Regel einen roten Scherben auf und sind mit einer Schlickerbemalung in den Farben Braun, Gelb und Grün versehen.

## Festtagsschüsseln
Besonders prominente Vertreter der Niederrheinischen Bauerntöpferei sind die sogenannten Festtagsschüsseln. Diese bis zu 80 cm durchmessenden Schüsseln oder Schalen waren meist persönliche Einzelanfertigungen zu einem bestimmten Anlass. Beliebt waren solche Schüsseln z. B. als Vermählungsgeschenk. Zur Benutzung waren diese weniger geeignet. Vielmehr wurden die Festtagsschüsseln als Dekoration an der Wand aufgehängt oder in Regalen oder auf Kaminsimsen aufgestellt.
Das Motivinventar der Festtagsschüsseln beinhaltet neben religiösen Motiven häufig auch Darstellungen zu Brautwerbung und Hochzeiten.

## Produktionszentren
Das Kerngebiet der niederrheinischen Irdenwarenherstellung, der sogenannten Pottbäcker, war im 17. bis 19. Jahrhundert der Raum zwischen Krefeld und Kleve. 1923 startete der Künstler Heinrich Dieckmann zusammen mit Heribert Reiners einen Versuch, die niederrheinische Bauerntöpferei mit sakralen Motiven in einer Frechener Werkstatt wiederzubeleben. Die eigens gegründete Firma „Niederrheinische Werkstatt für Töpferei“ wurde jedoch noch im selben Jahr wieder geschlossen.

## Bildergalerie

Fragment einer Festtagsschüssel mit deutlich sichtbarem roten Scherben. Frühes 18. Jahrhundert.
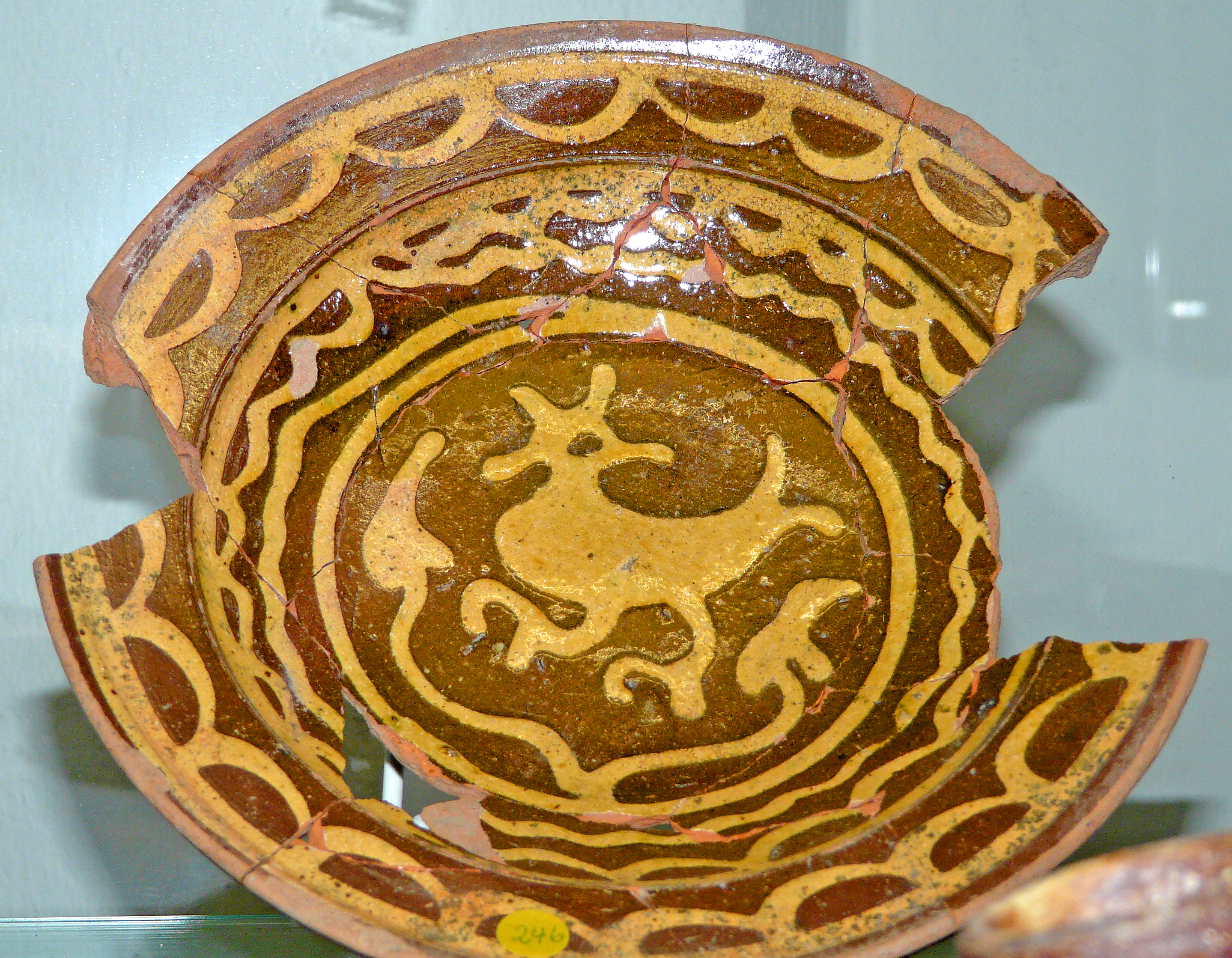
Schüssel. 17. Jahrhundert. Städtisches Museum Kalkar, Kalkar.
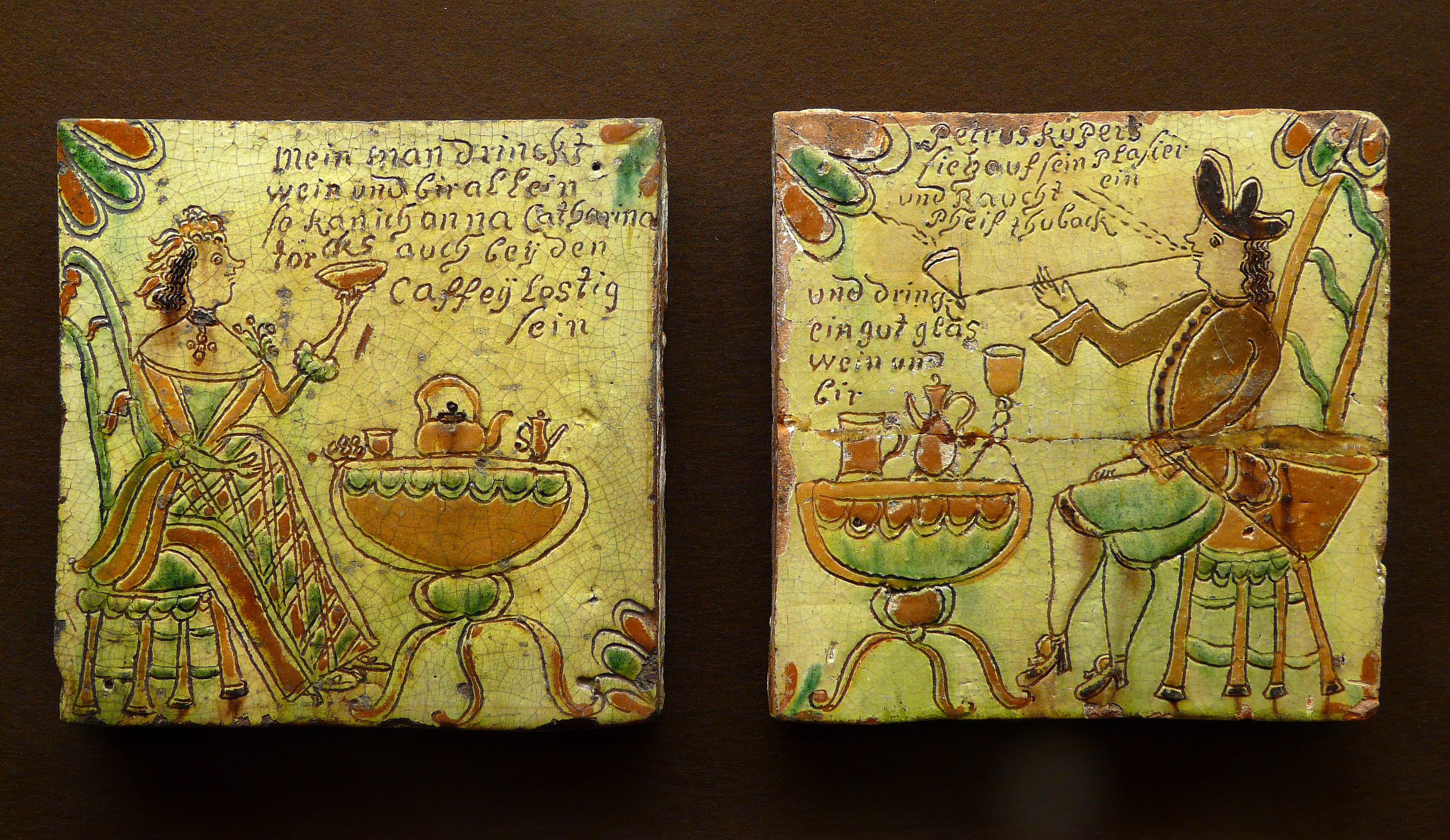
Wandfliesen, Museum Burg Linn.